# Кроу (език)
Езикът Кроу е говорен от хората от индианското племе кроу (абсарока), чиито потомци понастоящем живеят в резерват в южната част на Монтана, САЩ. Заедно с езика Хидатса, с който е тясно свързан е класифициран в Мисурийската група на Сиукското езиково семейство.

## Фонетика
Фонемите в езика Кроу са:
- беззвучни преградни и преграднопроходни съгласни – p, t, č, k, ˀ
- безвучни проходни съгласни – s, š, x, h
- звучни преградни и резонансни – w ([m], [b], [w]), r ([n], [d], [1] ~ [r]);
- кратки гласни – i, e, a, o, u;
- дълги гласни – i-, e•, a-, o-, u-;
- дифтонги – ea, ia, ua
- възходящ тон – ý, ý-, ýý,
- падащ тон – ŷ-, ŷy.

Дългите съгласни се предават като двойни. Звучните съгласни (w и r) се произнасят [b], [mb] или [m] и [d], [nd] или [n] в началото на думата; [b] и [d] следвайки съгласна различна от звучна съгласна или h: [w] и [l] (или консервативно [r], вмъкнато) между гласни; и [m] и [n] другаде. Беззвучните устни преградни и преградно-проходни съгласни са предихателни в началото на дума, в края на дума и след преградна съгласна; между гласни те са ненапрегнати, непредихателни и често звучни. Устните проходни съгласни са ненапрегнати интервокални, където š често е звучна, а s понякога звучна, k е небна след i(-)(h), e(-)(h), č и s.
В практикуваната писменост използвана в племенната двуезична програма тези фонеми са изписвани: p, t, ch, k, ?; s, sh, x, h; m/b/w, n/d/1; i, e, a, o, u; ii, ee, aa, oo, uu; ea, ia, ua; (възходящ тон) ý and yý (или y’ и yy’), (падащ тон) ýy (или y’y). Секвенцията šš е изписвана ssh, čč като tch и šč като sch.
|                       | Къси  | Къси   | Дълги  | Дълги  |
| Предни                | Задни | Предни | Задни  |        |
| --------------------- | ----- | ------ | ------ | ------ |
| Възходяща (затворена) | i     | u      | iː     | uː     |
| Междинна              |       |        | eː     | oː     |
| Низходяща (отворена)  | a     | a      | aː     | aː     |
| Дифтонг               |       |        | ia(иа) | ua(уа) |

|           | Устнени      | Венечни            | Небни      | Заднонебни | Гласилкови |
| --------- | ------------ | ------------------ | ---------- | ---------- | ---------- |
| Преградни | p(п)         | t(т)               | tʃ (ch)(ч) | k(к)       | (ʔ)        |
| Проходни  |              | s(с)               | ʃ (sh)(ш)  | x(х)       | h(х)       |
| Сонорни   | m~b~w(м~б~у) | n~d~ɾ(н~д~л към р) |            |            |            |